# Фіссельгефеде
Фіссельгефеде (нім. Visselhövede) — місто в Німеччині, розташоване в землі Нижня Саксонія. Входить до складу району Ротенбург-на-Вюмме. Складова частина об'єднання громад Ноєнкірхен.
Площа — 158,85 км2. Населення становить 9589 ос. (станом на 31 грудня 2021).

## Галерея

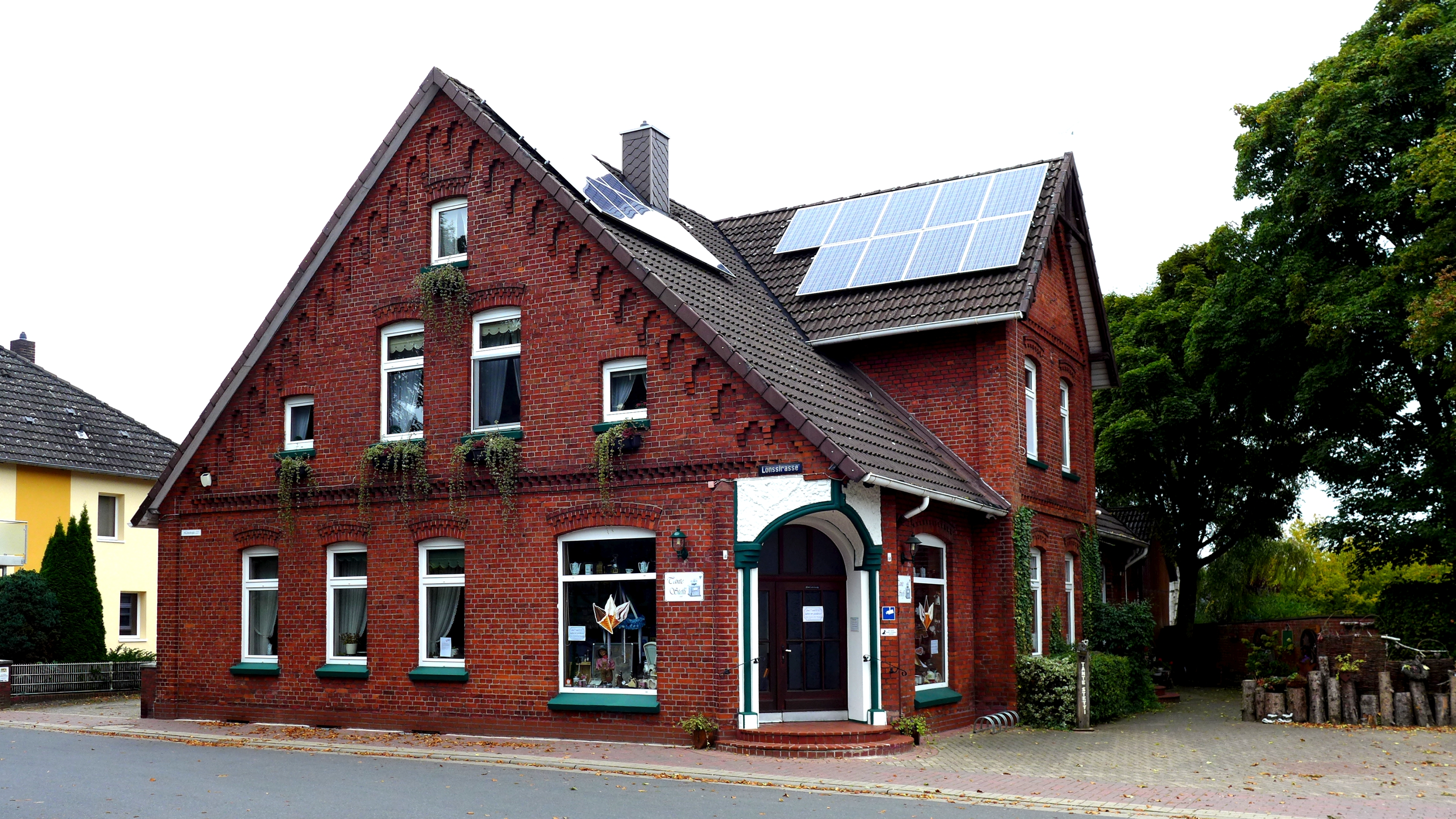
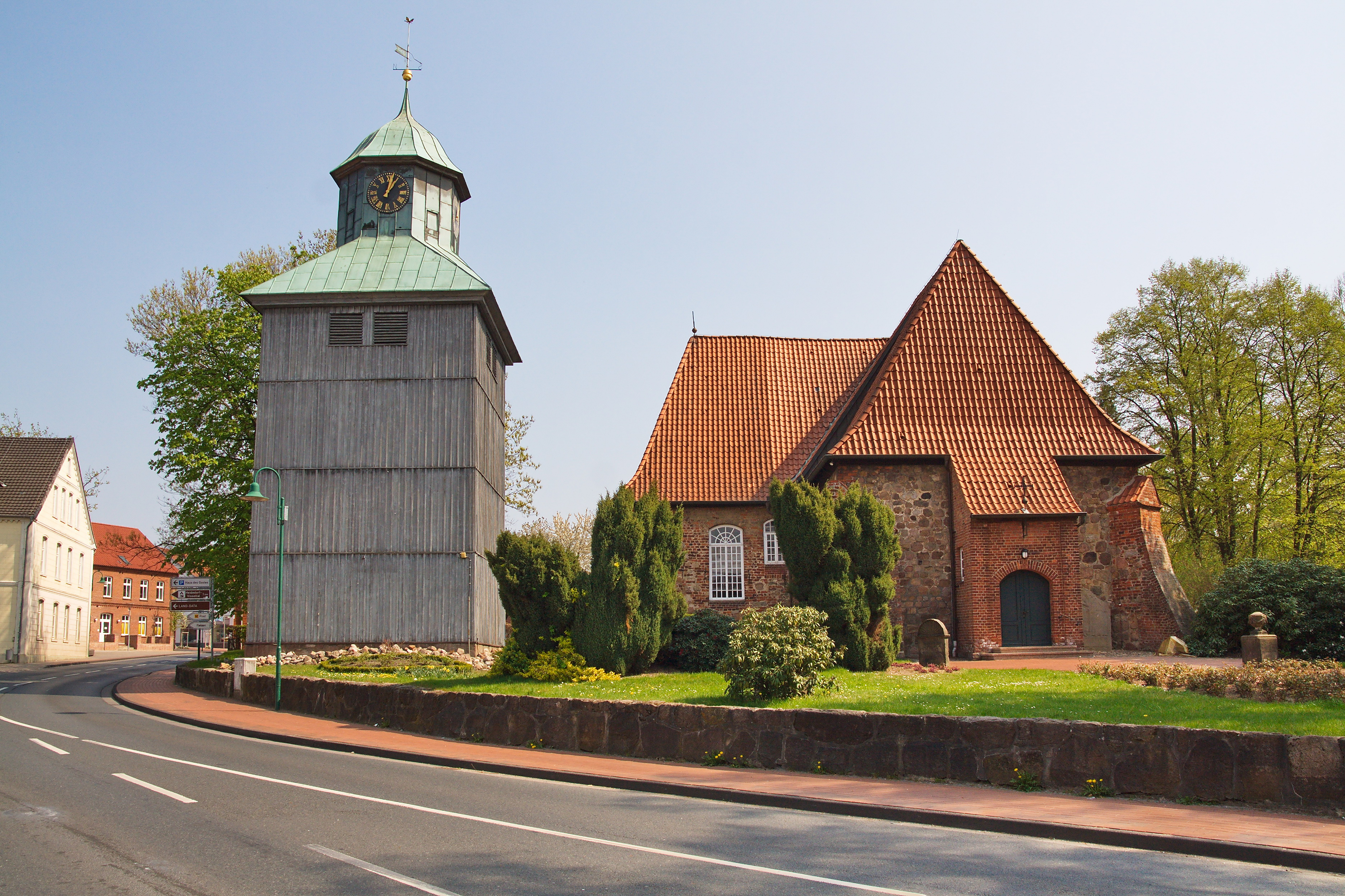
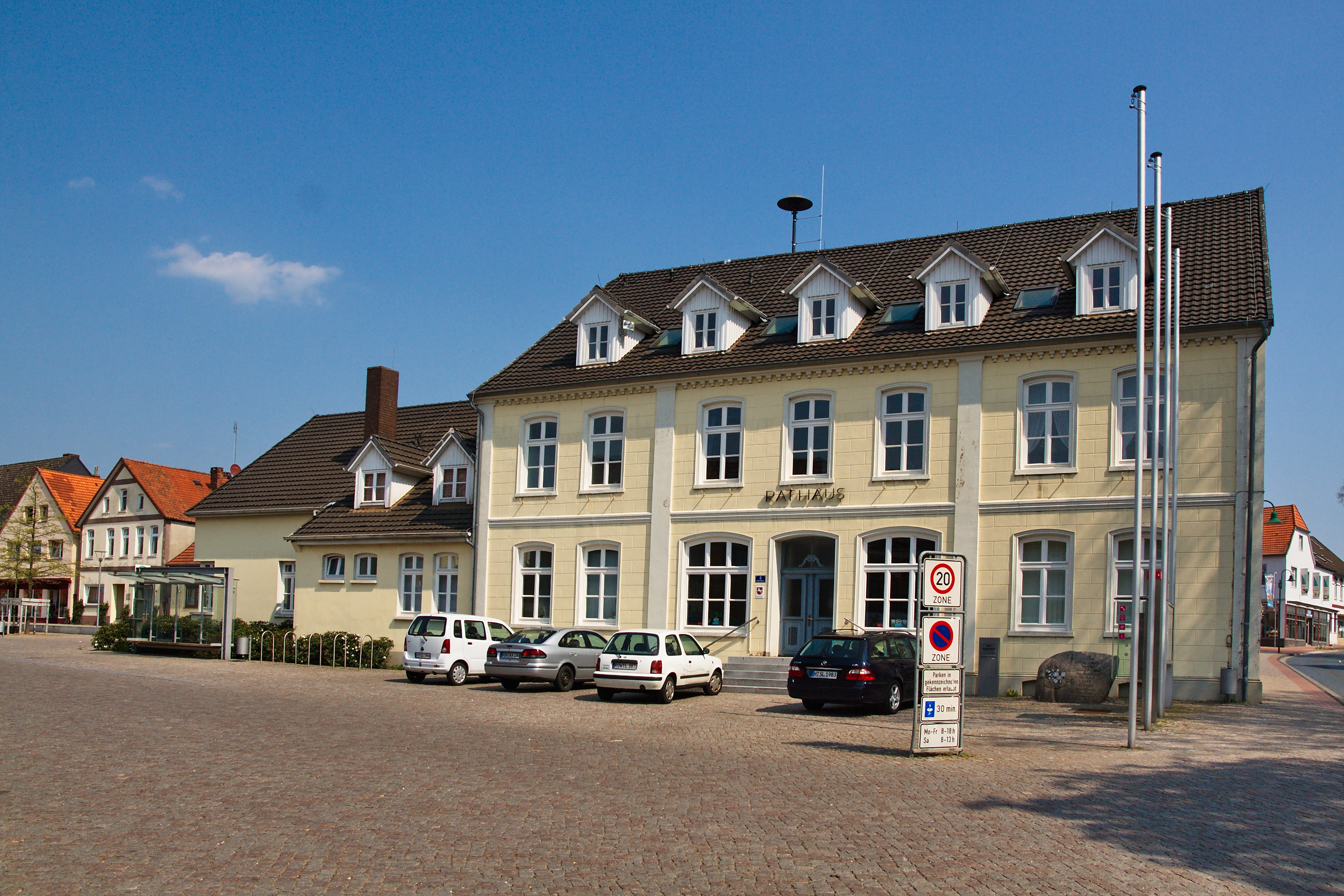
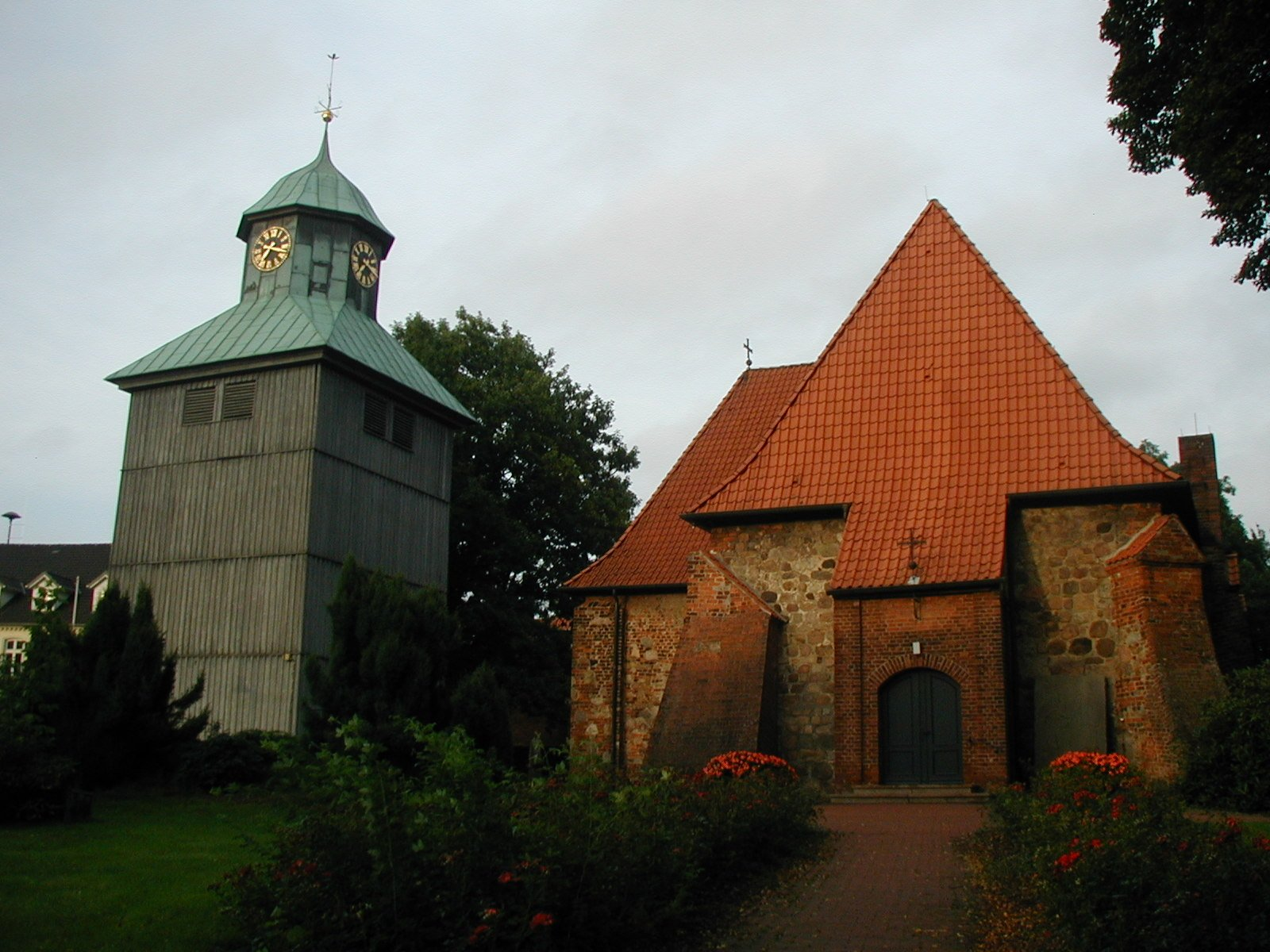
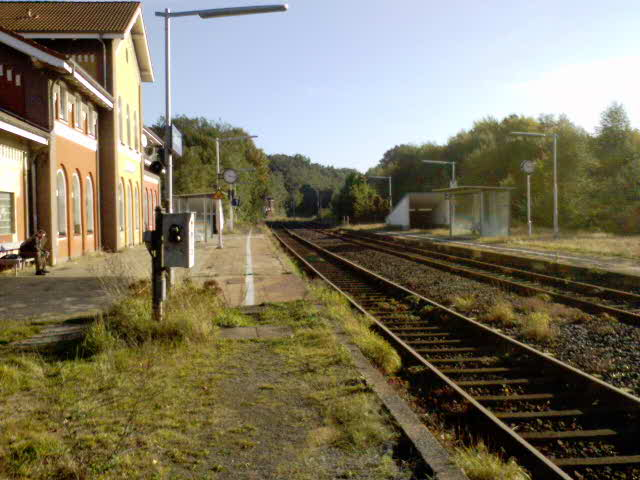